# Olga Gebauer
Olga Gebauer, (* 2. März 1858 in Sankt Petersburg, Russisches Kaiserreich; † 1. Mai 1922 in Berlin) war eine deutsche Hebamme und eine Gründerin des Vorläufers des Deutschen Hebammenverbandes.

## Leben

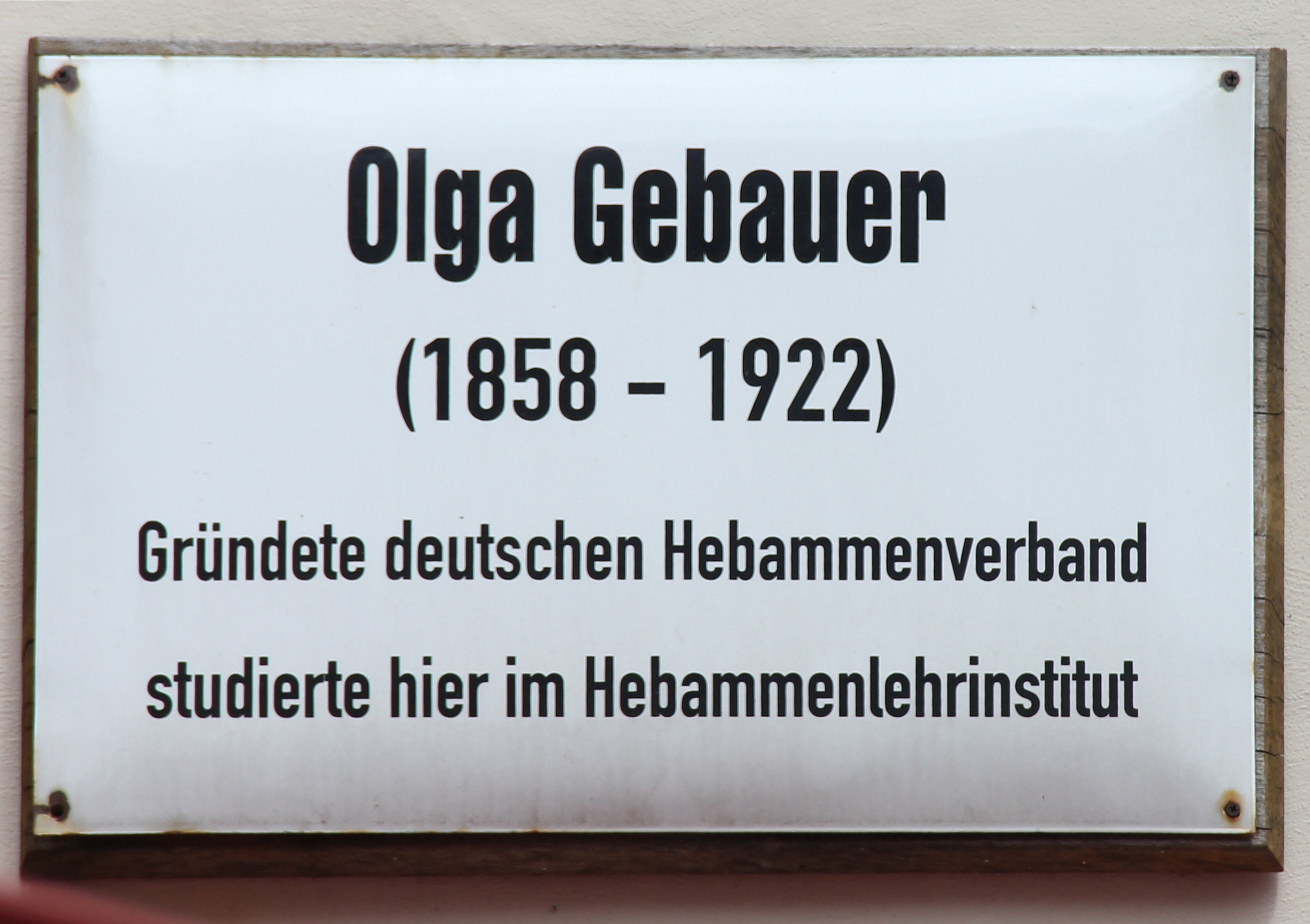
Gedenktafel am Schloßplatz, in der Lutherstadt Wittenberg

Geboren als Bertha Malwina Mangelsdorf, Tochter eines deutschen Ingenieurs, verlor sie bereits früh den Vater. Die Mutter zog darum wieder nach Deutschland zurück und fand bei ihrer Verwandtschaft in Halle (Saale) Aufnahme. Nach dem Tod ihrer Mutter wohnte sie in Berlin bei ihrer Tante. 1875 ging Mangelsdorf nach Leipzig um sich auf ein Lehreramt vorzubereiten. Sie wechselte nach Dresden und legte dort im Februar 1876 ihr Lehrerexamen ab. Im August 1876 nahm sie ein Lehramt in Bechstedt auf, heiratete am 16. August 1880 den Gutsbesitzer und Privatgelehrten Gebauer und zog nach Drachenbrunn im Landkreis Breslau, sie hatten eine Tochter. Aus wirtschaftlichen Gründen zog die Familie nach Breslau, dann nach Berlin, wo Olga Gebauer den Hebammenberuf ergriff. 
Ihr Anliegen war die Organisation der Hebammen und der Kampf um Anerkennung ihres Berufsstandes. Darauf nahm sie an der Wittenberger Hebammenschule im Oktober 1884 ein Hebammenstudium auf. Nach dem Examen am 27. März 1885 kehrte sie zurück nach Berlin, wurde selbstständige Hebamme und übernahm Vertretungen an der Universitäts-Frauenklinik der Charité. Im Oktober 1885 wurde der Verein der Berliner Hebammen gegründet, der bis Ende des Jahres bereits 205 Mitglieder zählte. Gebauer wurde dort zunächst Schriftführerin und gab im Selbstverlag am 1. April 1886 die erste Hebammenzeitung heraus. Bald gründeten sich deutschlandweit Hebammenvereine. Gebauer begleitete Gründungen in Leipzig, Chemnitz, Dresden, Prag, Wien, München, Zürich etc.
Am 16. April 1888 übernahm sie eine Hebammenstelle an der Universitäts-Frauenklinik in Berlin und leitete als Oberhebamme den praktischen und teilweise den theoretischen Hebammenunterricht der Klinik. Gebauer, die sich für die soziale, berufswissenschaftliche und wirtschaftliche Hebung der Hebammen engagierte, verhalf dem Berufsstand zur gesellschaftlichen Anerkennung. Unter ihrer Beteiligung konstituierte sich am 22. September 1890 der erste deutsche Hebammentag in Berlin, am 25. August 1892 wurde sie Vorsitzende des Deutschen Hebammenverbandes, beteiligte sich in dieser Funktion am ersten Internationalen Hebammenkongress in Berlin. Bis 1917 organisierten sich unter ihrer Mitwirkung 796 Hebammenvereine in Deutschland. 
Nachdem sie 1920 ihren Vorsitz im Hebammenverein niedergelegt hatte, verstarb Olga Gebauer an einem Herzleiden. 
Zu ihrem Gedenken wurde an der einstigen Bildungseinrichtung in Wittenberg eine Gedenkplatte angebracht.